# Tachina nectarea
Tachina nectarea är en tvåvingeart som beskrevs av Johann Wilhelm Meigen 1824. Tachina nectarea ingår i släktet Tachina och familjen parasitflugor.
Artens utbredningsområde är Tyskland. Inga underarter finns listade i Catalogue of Life.